# Hans Leu l'Ancien
Hans Leu l'Ancien (né vers 1460, mort en 1507 à Zurich) est un peintre zurichois.

## Biographie
Hans Leu est probablement né à Baden. Après la mort prématurée de son père, il vient à Zurich en 1488, la ville natale de sa mère. Bâle et Constance sont supposées être les stations de ses années d'apprentissage et de voyage. En 1489, il est mentionné dans les factures de construction du Grossmünster et pour la première fois en 1492 en tant que citoyen de la ville. Au cours des années suivantes, il peint pour l'abbaye de Fraumünster et, en 1504, la ville lui commande de décorer la place des fêtes de la ville. Après sa mort, d'abord sa femme Anna Frick, puis son fils Hans Leu le Jeune maintiennent l'atelier.

## Œuvre
L'œuvre la plus connue de Leu sont les cinq panneaux pour la « Chapelle des Douze Messagers » du Grossmünster (autel des saints de la ville de Zurich). Ils furent préservés de la Furie iconoclaste et sont aujourd'hui conservés au Musée national suisse.
Entre 1497 et 1501, le tombeau des saints de la ville Felix, Regula et Exuperantius dans le Grossmünster est redessiné et Leu est chargé de peindre les "panneaux ad martyres" représentant leur martyre. Après la Réforme, la partie inférieure des panneaux est rognée vers 1566 et complétée par une peinture partielle pour créer un panorama complet de la ville. En 1936  et 1937, les figures des saints sont partiellement exposées. En arrière-plan, les panneaux montrent des vues topographiquement précises de la ville de Zurich et de ses environs.
Autres œuvres d'origine prouvée :
- Ailes d'un autel à Saint Michel, Kunsthaus de Zurich
- Tablette avec le miracle de saint Éloi de Noyon, Musée national suisse
- Fresques de la crypte du Grossmünster
- Autel de la parenté, Staatliche Kunsthalle Karlsruhe
- Autel de l'abbaye de Rüti, collection épiscopale de Saint-Gall.

Certaines des œuvres attribuées à Hans Leu portent la marque de l'œillet (Maîtres à l'œillet).

## Galerie

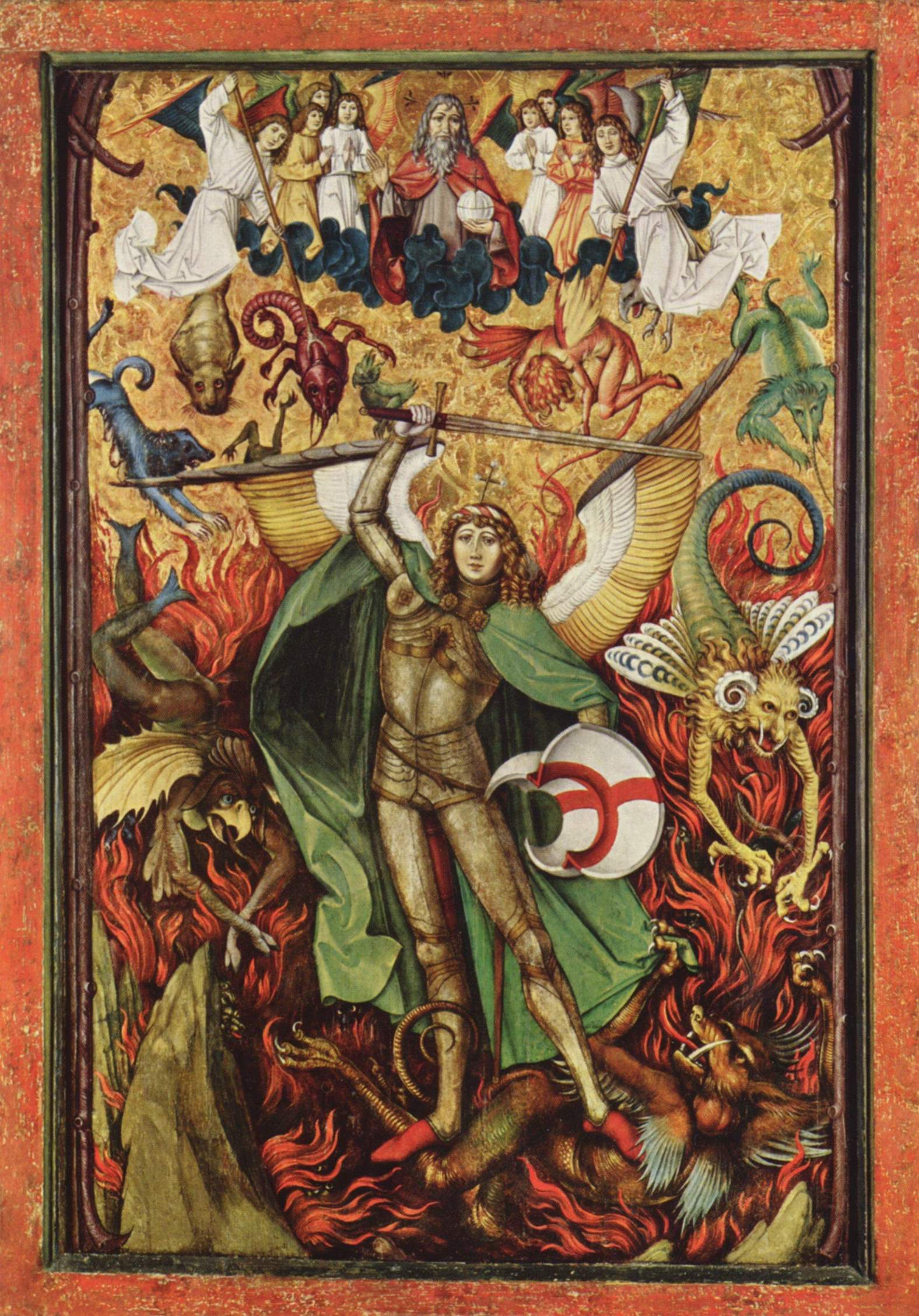
Saint Michel, Kunsthaus de Zurich.
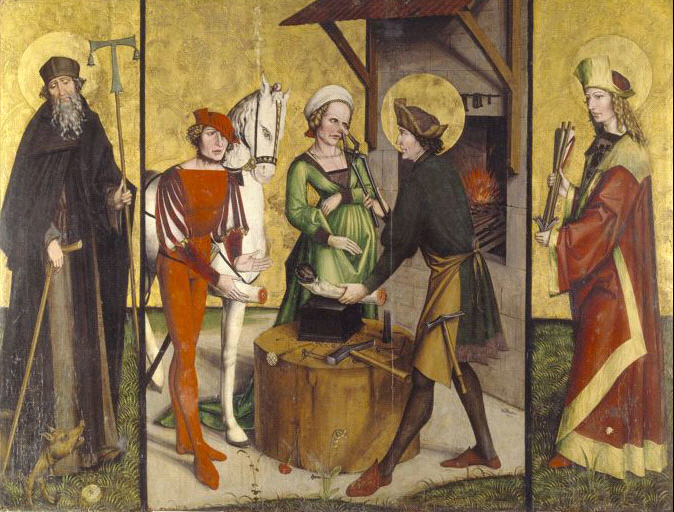
Légende de Saint Éloi de Noyon.
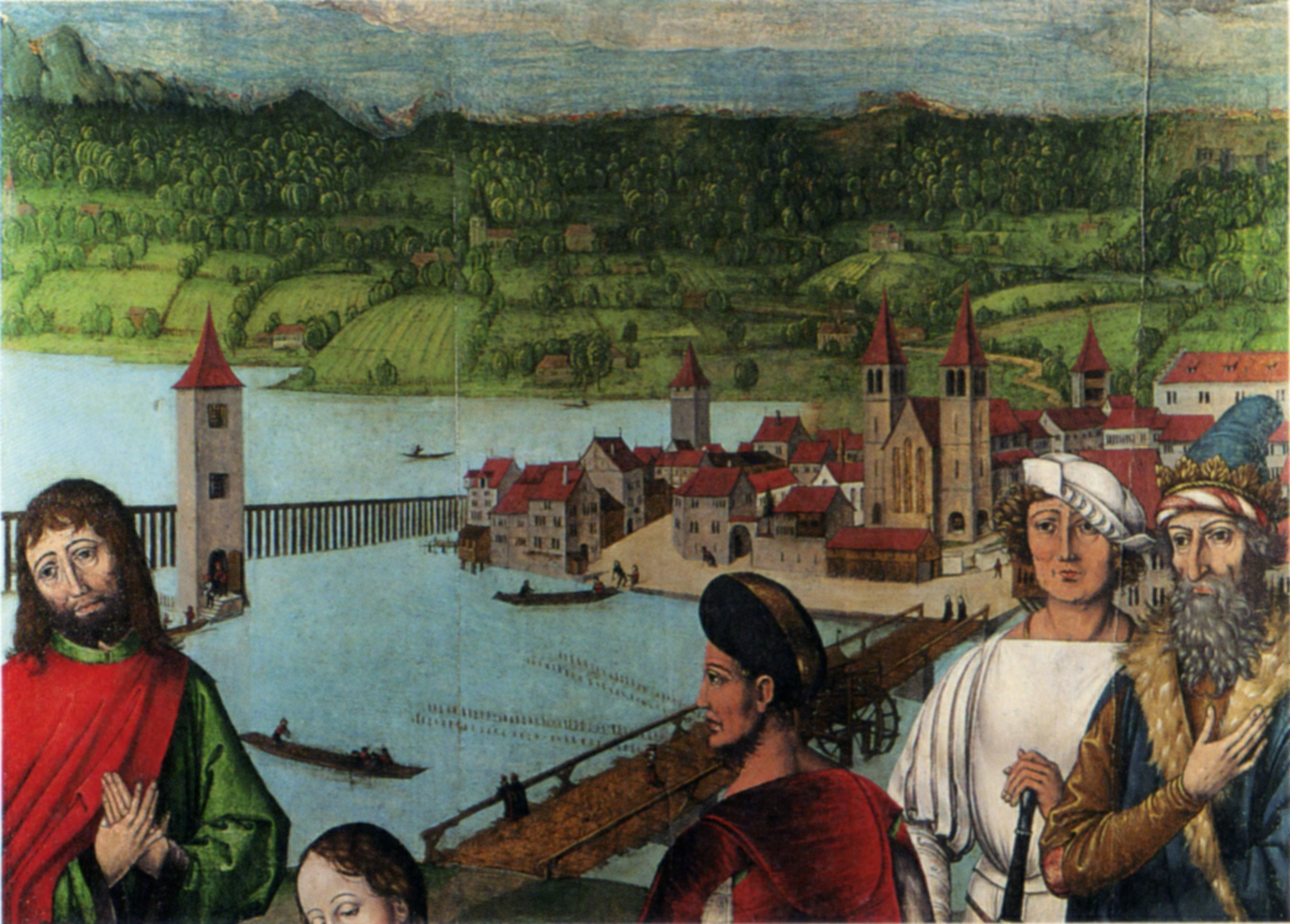
Panneau gauche de la Chapelle des Douze Messagers.